# Araona
L'araona és una llengua indígena parlada per l'ètnia sud-americana dels araones, habitants de la regió amazònica del departament bolivià de La Paz a prop dels rius Manupari i Manorimi.
Des de la promulgació de el decret suprem núm. 25894 l'11 de setembre de 2000, l'araona és una de les llengües indígenes oficials de Bolívia. Va ser inclòs en la Constitució Política promulgada el 7 de febrer de 2009.

## Situació actual
Segons les dades proporcionades per Crevels i Muysken (2009:15), el nombre de parlants d'araona, de quatre a més anys, és de 111 i, per tant, es tracta d'una llengua en perill d'extinció (Crevels, 2012). L'ús de la llengua dins de la tribu és considerat vigorós. Segons Emkow (2012), els factors que han contribuït al monolingüisme entre els araones han estat probablement la llunyania geogràfica, la poca interacció, incloent l'exogàmia, amb altres grups ètnics i la manca de serveis educatius per part de govern.

## Aspectes històrics

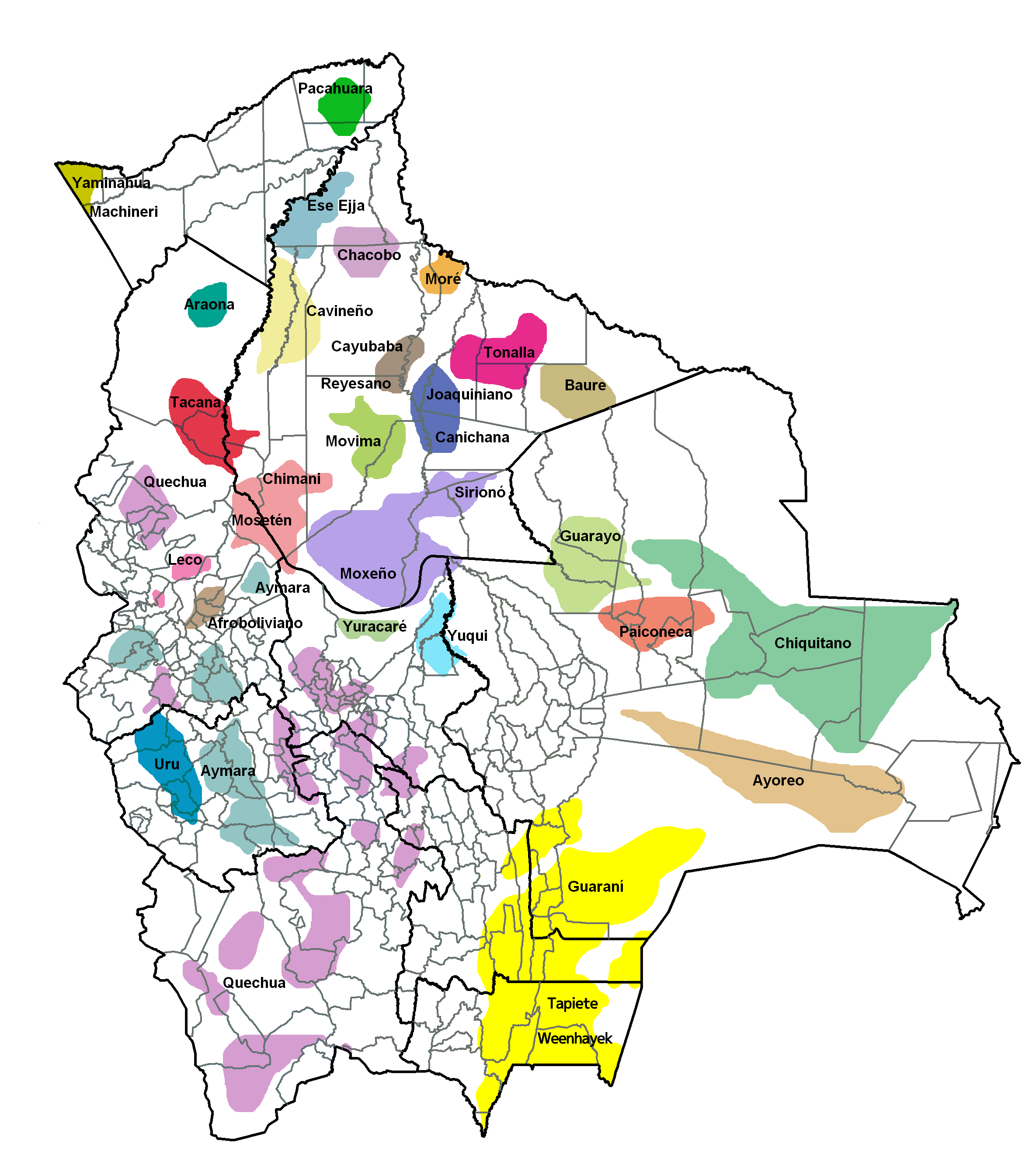
Pobles originaris de Bolívia.

Emkow (2012) assenyala que la primera referència sobre el contacte amb els araones prové dels missioners franciscans Manuel Mancini i Fidel Codenach a la fi de segle xix. A causa de les dificultats i riscos en què es trobaven en aquell temps, els franciscans no van arribar a crear una missió en la comunitat. A l'inici de la conquesta del Nord de Bolívia, relacionada amb el descobriment de cautxú a les selves del Territori de la Colònia Nacional, els araones constituïen el grup indígena més extens a la regió. No obstant això, durant l'era de l'explotació del cautxú, els araones i altres grups indígenes van ser trets dels seus pobles per a ser utilitzats com a esclaus, fet que va perjudicar dramàticament la seva població i cultura. Dels milers que hi havia a l'inici de l'auge del cautxú, només es coneix la destinació d'uns quants. Entre 1910 i 1965, els araones que van aconseguir fugir i sobreviure aquell període, es van instal·lar temporalment en diversos llocs entre els rius Manorimi i Manopare. El 1965, els membres de l'ILV (Institut Lingüístic d'Estiu) van establir una comunitat permanent a Puerto Araona al Manopare. Gràcies a la influència dels missioners de l'ILV, els araones van estendre els seus contactes amb altres comunitats.
Avui dia, a causa de la manca d'una educació formal i al seu poc coneixement del castellà, els araones continuen en desavantatge en la societat boliviana. No obstant això, com assenyala Emkow (2012), els araones lluiten per tenir representació i atenció del govern, de grups indígenes i de les missions.

## Classificació
L'araona és un membre de la família tacana. Com indica Emkow (2012), la filiació tacana de l'araona s'ha establert, en particular, per les reconstruccions fonològiques i morfològiques de Key (1963, 1968), Key et al. (1992) i Girard (1971).